# PSR J1846-0258
PSR J1846-0258 est un pulsar jeune situé dans la constellation de l'Aigle. Il s'agit du pulsar au plus faible âge caractéristique connu à ce jour, si l'on excepte les sursauteurs gamma mous, dont il n'est du reste pas clair que l'âge caractéristique donne une estimation fiable de l'âge réel.
Le pulsar a été découvert en 2000 à l'aide du satellite Rosat. Il est situé au centre d'un rémanent de supernova, Kesteven 75 (ou SNR 29.7-0.2). Ce pulsar est situé dans une direction très proche d'un pulsar X anormal, PSR J1845-0258, auquel il n'est cependant pas associé.
Plusieurs caractéristiques, notamment la faible taille angulaire du rémanent atteste qu'il s'agit d'un objet extrêmement jeune, aussi l'association entre le pulsar et le rémanent est-elle certaine. Malgré son très jeune âge, le pulsar possède une période de rotation étonnamment grande : 325 millisecondes.
Il fait partie des rares pulsars à avoir été détectés dans presque tous les domaines de longueur d'onde : radio, visible, X et gamma.
Malgré son très jeune âge qui implique que l'explosion de la supernova qui lui a donné naissance ait été en principe visible lors des temps historiques (probablement au Moyen Âge), il ne semble exister aucun document historique mentionnant cet événement astronomique, malgré des conditions d'observation particulièrement favorables pour tout observateur situé dans l'hémisphère nord. Il n'existe donc pas de supernova historique associée à la formation de ce pulsar, une situation analogue au cas de Cassiopée A.